# Selenia filipjevi
Selenia filipjevi là một loài bướm đêm trong họ Geometridae.